# 對聖經的批評
對聖經的批評（英文：Criticism of Bible），是指針對猶太教經典《希伯來聖經》（塔納赫）以及基督教經典《聖經》的批評、否認態度。對聖經的批評主要集中在聖經記事不準確、聖經中的傳遞的道德信念是否正確等等。

## 简介
新教改革导致欧洲基督教的根本分裂，重新唤起了基督教信仰内部和外部的批评声音。随着科学革命与启蒙时代的到来，基督教经历了伏尔泰、大卫·休谟、托马斯·潘恩和保爾·霍爾巴赫等主要思想家和哲学家的进一步批评。
哲学家大卫·休谟反对圣经中神迹的合理性，认为报告神迹者的证词与已知科学法则的运作相矛盾。这些批评还研究了基督教圣经的历史准确性，抨击了基督教宗教当局的明显贪污腐败。其他思想家，如康德，发起了对基督教神学的第一次系统而全面的批判，试图驳斥有神论的观点。
对圣经的理性分析和批评催生了基督徒自然神论，该理论是源自基督教的宗教哲学观点，相信耶稣的道德教义，但不相信耶稣的超自然的神性。18世纪美国最著名的基督自然神论者可能是第3任美国总统托马斯·杰斐逊。他编著了《杰斐逊圣经》，把《新约圣经》福音书中引用的神灵干预和奇迹干预的部分删除了，从而产生了该著作。在杰斐逊的圣经中，没有天使的报喜，没有处女生育或天使出现，甚至没有提到耶稣复活。
19世纪德國哲學家尼采所著的《反基督》一书，举出基督教中的一些成分—例如福音书、保罗、殉教者、神父、以及十字军，认为那些都属于奴隶道德中的怨恨，尼采并且提出一套“反基督”的道德以改进未来，重新评价所有的价值观。
20世纪英国的著名哲學家伯特兰·罗素在其《为什么我不是基督徒》一书中，对圣经从理性角度和当时的科学知识为基础进行了批评。

## 主要方面

### 伦理学批评
密西根大學哲學教授伊麗莎白·S·安德森認為，聖經中的教導既有好的一面，也有壞的一面。聖經中的道德教導存在前後不一致的地方。例如，她提到《希伯來聖經》（舊約）中記載的摩西律法（梅瑟法律）中要求處死通姦者、同性戀者以及「在安息日工作」的人。同樣，她也提到聖經中記載的以色列民族也有屠殺外族人的行為等等。至於《新約》部分，她批評新約中耶穌說門徒們要恨自己的父母（但當代基督宗教神學一般認為這只是聖經文學中常用的誇張手法，表示門徒應該捨棄一切跟隨耶穌）。她還認為新約中保羅 (使徒)（保羅）、彼得（伯多祿）在書信中涉嫌歧視婦女，要求婦女無條件聽從他們的丈夫。
英國哲學家西蒙·布萊克本提到，聖經要為人們粗暴對待兒童、智能障礙人士、動物、自然環境、離婚人士、不信者、性少數群體，以及女性的行為負上責任:12。
新無神論者牛津大学教授理查德·道金斯在其《上帝错觉》书中介绍，许多神学家说不再接受从字面上的圣经，仍然有很多人仍然接受从字面上的圣经经文，包括诺亚的故事，根据盖洛普（Gallup）的说法，他们包括大约50％的美国选民。
英國哲學家伯特兰·罗素認為聖經描述的基督相信地狱的存在，在这一点在道德品性中存在着非常严重的缺点。”

### 針對聖經文本的批评
自由主義神學的文學研究員認為，《約拿書》既不被猶太人編為歷史書，應一如其他民族的著作（如中國的《三國演義》）般看待；不應一味相信這些事情是鐵一般的歷史故事。